# Sulo Salmi
Sulo Salmi (finès: Sulo Artur Salmi)  (Vaasa, 4 de març de 1914 - Vaasa, 29 d'abril de 1984) va ser un gimnasta artístic finlandès que va competir durant les dècades de 1930 i 1940.
El 1948 va prendre part en els Jocs Olímpics d'Estiu de Londres, on disputà vuit proves del programa de gimnàstica. Guanyà la medalla d'or en el concurs complet per equips. En la resta de proves destaca una vuitena posició en el salt sobre cavall.